# Meetkundige Dienst
De Meetkundige Dienst was tot 2003 het centrale informatiecentrum voor geografische informatie van Rijkswaterstaat. Inmiddels is het takenpakket uitgebreid en heeft de dienst zich ontwikkeld tot RWS Centrale Informatievoorziening (RWS CIV).
Dit betrof onder meer de volgende informatie:
- onderhoud van het NAP-vlak (hoogtemetingen ten opzichte van NAP van een groot aantal over heel Nederland verspreide peilmerken en het ter beschikking stellen van deze gegevens aan gebruikers).
- uitvoeren van specialistische geodetische werkzaamheden ten behoeve vanRijkswaterstaatswerken
- het vervaardigen van beheerkaarten van Rijkswaterstaatsobjecten
- het meten van de zwaartekrachtspotentiaal van het zwaartekrachtsveld in Nederland en het beschikbaar stellen van deze gegevens aan gebruikers

De Meetkundige Dienst is in 2003 opgegaan in de Adviesdienst voor Geo-informatie en ICT (RWS-AGI) die in 1 oktober 2007 is opgegaan in Data-ICT-Dienst van Rijkswaterstaat. Op 1 april 2013 is de naam gewijzigd in RWS Centrale Informatievoorziening (RWS CIV).

## Geschiedenis van de organisatie

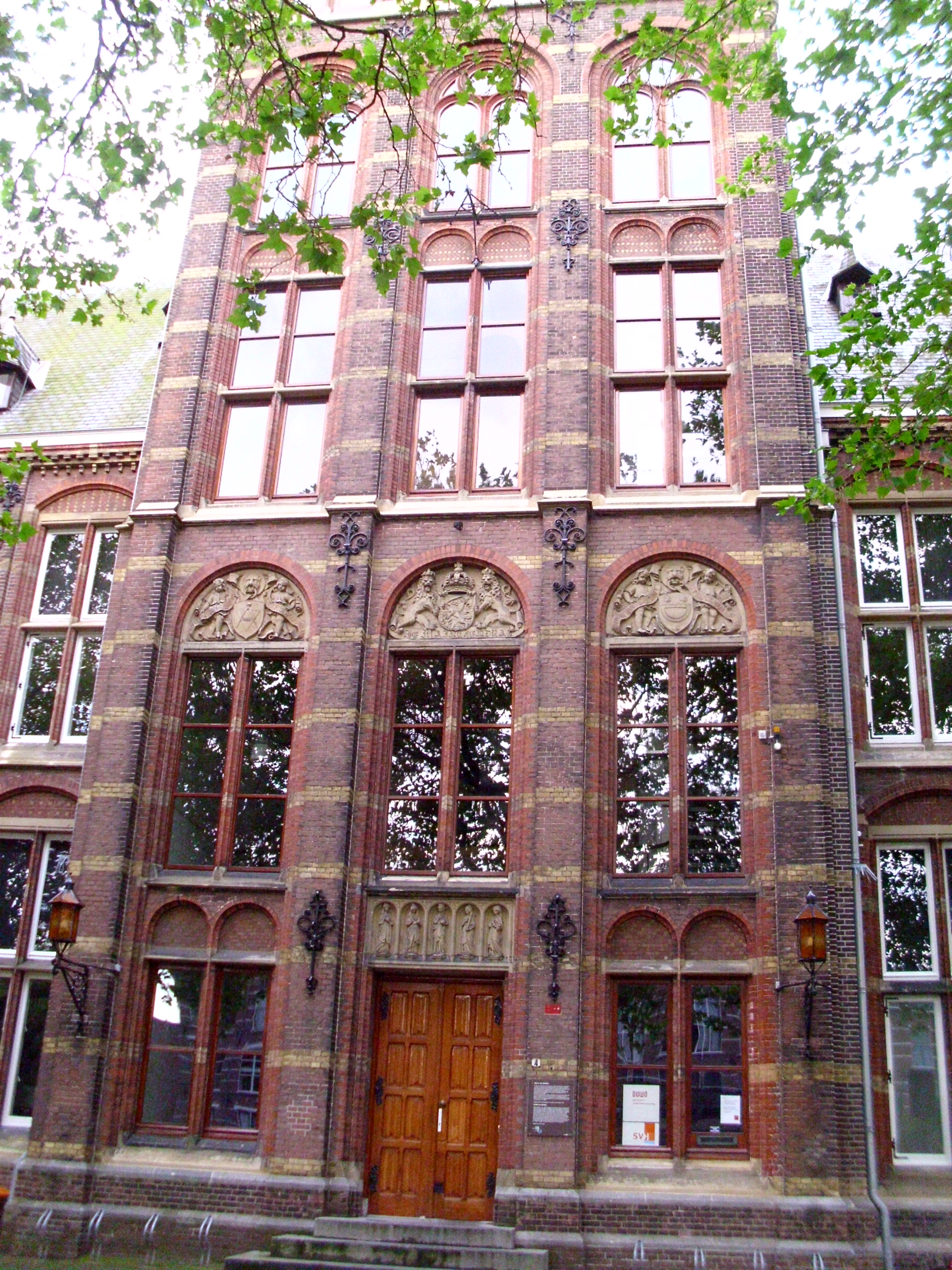
Voormalig kantoor van de Meetkundige Dienst aan de Kanaalweg in Delft

De Meetkundige Dienst is ontstaan uit het Geodetisch Bureau, een ingenieursbureau voor landmeetkunde dat Willem Schermerhorn in 1921 had opgericht. Met dit bureau voerde hij in opdracht van de Rijkswaterstaat meetwerkzaamheden uit ten behoeve van de aanleg van het Twentekanaal en het Julianakanaal. Het was het begin van een reeks opdrachten waaronder de uitvoering van de Tweede Nauwkeurigheidswaterpassing van 1926. Schermerhorn propageerde steeds de toepassing van de modernste technieken. Er is veel discussie geweest over de vraag of centrale geodetische kennis binnen de Rijkswaterstaat moest worden gehaald. Uiteindelijk wonnen de voorstanders: op 21 september 1931 werd het Geodetisch Bureau als Meetkundige Dienst een afdeling van de toenmalige Algemene Dienst. Schermerhorn - hoewel al hoogleraar in Delft sinds 1926 - bleef tot 1942 de wetenschappelijke leiding houden. De dagelijkse leiding was in handen van adjunct-hoofdingenieur J.G. Fortuin, een landmeter afkomstig van het Kadaster.
De Meetkundige Dienst verrichtte al het uitvoerende specialistisch geodetisch werk ten behoeve van de aanleg van het autosnelwegennet en de aanleg van een aantal kanalen en voerde (tot 1940) de Tweede Nauwkeurigheidswaterpassing uit. Op 1 april 1959 werd de Meetkundige Dienst afgesplitst van de Algemene Dienst en werd een afzonderlijke specialistische dienst binnen de Rijkswaterstaat. 
De Meetkundige Dienst was tot omstreeks 2003 gevestigd in het oude gebouw voor Geodesie van de TU in Delft aan de Kanaalweg. Binnen dit gebouw was de oorspronkelijke woning van Schermerhorn tot het einde toe herkenbaar.
De Meetkundige Dienst was tot 1952 gevestigd in het oude gebouw van Geodesie Kanaalweg 2 Delft en verhuisde in 1952 naar de nieuwbouw aan de Kanaalweg 3B te Delft. De woning van Prof. Schermerhorn was niet gevestigd in het oude gebouw maar een zelfstandig gebouw aan de Kanaalweg 1 te Delft.

#### Adviesdienst voor Geo-informatie en ICT (AGI)
De Meetkundige Dienst kreeg aan het einde van de 20e eeuw ook adviestaken op het gebied van ICT; het ontbreken van die kennis binnen de Rijkswaterstaat na de verzelfstandiging van de Dienst Informatieverwerking op 1 januari 1990 bleek niet langer verantwoord. Het afzonderlijk door alle RWS-diensten uitbesteden van het IT-werk aan de markt leidde tot versnippering en bleek inefficiënt. Daarom werd  de opdrachtgeversrol voor al het IT-werk een taak van de Meetkundige Dienst. Naamswijziging per 1 december 2003 in Adviesdienst voor Geo-informatie en ICT zorgde ervoor dat de vlag de lading weer dekte. 
De dienst verhuisde naar een nieuwbouwpand aan de Derde Werelddreef in Delft.

#### Data-ICT-Dienst (DID)

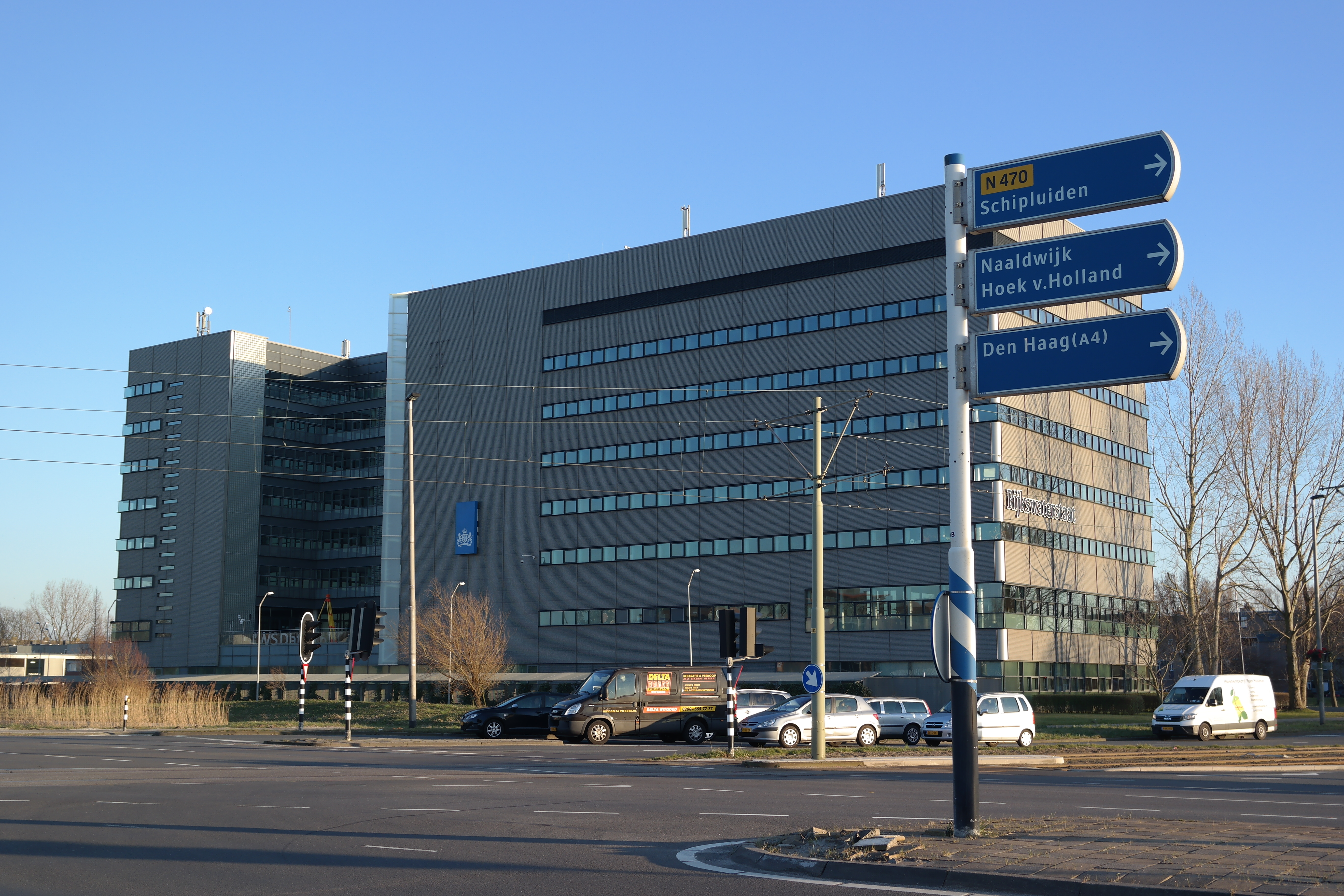
Huidig kantoor van RWS-CIV in Delft

Een volgende reorganisatie werd gerealiseerd op 1 oktober 2007. De Commissie Wijffels Brugfunctie TNO en GTI's (2004) had geadviseerd de kennis van de specialistische diensten van de Rijkswaterstaat en die van de Grote Technologische Instituten (WL Delft Hydraulics, GeoDelft en delen van TNO Bouw en Ondergrond te bundelen in een nieuw instituut: Deltares. Voor de overblijvende taken (met name de opdrachtgeversrol) op het gebied van water ontstond op die datum de RWS Waterdienst en op het gebied van verkeerskunde de RWS Dienst Verkeer en Scheepvaart. 
De taken op het gebied van zorg voor het verzamelen van gegevens (waterstanden, afvoeren, waterkwaliteit, verkeerstellingen en vele andere) werden samengebracht met de taken van de Adviesdienst voor Geo-informatie en ICT. De nieuwe naam van de dienst werd Rijkswaterstaat Data-ICT-Dienst, afgekort tot DID.

#### RWS Centrale Informatievoorziening (RWS CIV)
Bij de reorganisatie van de Rijkswaterstaat van april 2013 is de naam van de dienst gewijzigd in RWS Centrale Informatievoorziening (RWS CIV).